# Tomba d'Amarna 23
La tomba de l'antic Egipte del noble Any, coneguda com la Tomba d'Amarna 23, es troba en el grup de tombes conegudes col·lectivament com les Tombes Sud, prop de la ciutat d'Amarna, a Egipte.
Any va ser «Escriba de la Taula d'ofrenes del Senyor de les Dues Terres» i «majordom de palau d'Aakheprure» (Amenhotep II).
El seu disseny senzill s'assembla al de les tombes 3 i 5 del grup nord, però tenia la intenció de posseir una característica inusual: un porxe a cada costat de la porta.
La tomba no està acabada i tenia l'objectiu d'ajudar a protegir una sèrie de nínxols que contenen les parets laterals dedicats a Any i als seus familiars. El seu interior està sense decorar, però té un aspecte agradable i acabat.

## Façana
En els dos costats de la porta hi ha tres columnes de jeroglífics que contenen els cartutxos d'Aton, del Rei i de la Reina, amb Any oferint una breu oració. La llinda, molt resistent al desgast, està representada la família reial adorant a Aton.

## Entrada a la sala
La decoració està feta només en pintura vermella sobre fons groc. Grans figures d'Any estan en cada costat oferint oracions. En el costat dret, un treballador va dibuixar una imatge d'Any sobre la superfície estucada.

## Sala
Les superfícies de les parets estan preparades per a ser pintades però no tenen decoració, a excepció d'una cornisa que es va començar a decorar amb pintura brillant, al llarg de la part superior. L'eix de terra porta a una cambra funerària que està sota de la capella.

## Santuari
A la part posterior es troba una estàtua d'Any excavada a la roca, a la part superior d'un petit tram d'escales. A banda i banda de la capella està decorat només amb pintura. A l'esquerra, Any està al davant d'una taula d'ofrenes, acompanyat d'un servent anomenat Meryra; a la dreta hi ha una escena similar on està junt amb la seva dona, que no es conserva el seu nom.